# Chemical Research in Toxicology
Chemical Research in Toxicology je recenzirani naučni časopis, koji od 1988. godine objavljuje Američko hemijsko društvo. Od januara 2013. godine glavni odgovorni urednik je Stefen S. Heč (Univerzitet Minesote).
Po podacima Journal Citation Reports, časopis je 2014. godine imao faktor impakta od 3,529, te je bio rangiran na 18. mestu među 87 časopisa u kategoriji "Toksikologija",

## Spoljašnje veze
- Званични веб-сајт